# Jacques Mallet du Pan
Jacques Mallet du Pan (Céligny, Kanton Ženeva,  5. studenoga 1749. – Richmond, London 10. svibnja 1800.) bio je francuski monarhistički publicist, novinar i književnik iz Ženeve. Kao žestoki protivnik republikanskih ideja smatra se pionirom političkog novinarstva.

## Životopis
Radio je kao profesor francuske književnosti u Kasselu, nakon toga u Londonu, Ženevi i Parizu, gdje je nastavio rad kao novinar. Godine 1788. preuzeo je uređivanje političkog dijela novina Mercure de France.
Nakon što mu je časopis zabranjen, odlazi u Bern gdje je zastupao umjereno krilo francuske emigracije te napadao Direktorij i Bonapartea. Godine 1797. biva protjeran, te odlazi u London, gdje je osnovao Mercure britannique. 

## Djela
- Du principe des factions en général, et de celles qui divisent la France. Paris 1791
- Considérations sur la nature de la Révolution de France, et sur les causes qui en prolongent la durée. London 1793
- Correspondance politique pour servir à l’histoire du républicanisme français. P.F. Fauche, Hamburg 1796
- Mémoires et Correspondence de Mallet du Pan pour servire à l’Histoire de la Révolution française. Recueillis & mis en ordre par A. Sayous. Amyot, J. Cherbuliez, Paris 1851.